# Garbage
Garbage är ett skotsk-amerikanskt rockband bildat 1993 i Madison, Wisconsin. Bandet består av Shirley Manson (sång, gitarr), Duke Erikson (basgitarr, gitarr, keyboard, slagverk), Steve Marker (gitarr, keyboard) och Butch Vig (trummor, slagverk).
Butch Vig, som hade producerat betydelsefulla album som Nirvanas Nevermind och The Smashing Pumpkins Siamese Dream, bestämde att han ville spela i ett band igen. Han frågade sina medproducenter Marker och Erikson, med vilka han hade spelat med i Spooner och Firetown, om de ville bilda ett band med honom. Efter att gruppen sett Shirley Manson på MTV (i musikvideon "Suffocate Me" med hennes band Angelfish), bjöd de in henne till audition, och efter två auditioner frågade de om hon ville vara med i bandet.
Garbage utgav en rad framgångsrika singlar under 1995–1996, bland annat "Stupid Girl" och "Only Happy When It Rains". Deras självbetitlade debutalbum, Garbage, såldes i 4 miljoner exemplar och fick dubbel platina i Storbritannien, USA och Australien. Gruppen blev även vinnare av Breakthrough Artist vid MTV Europe Music Awards 1996. Gruppen gjorde 1999 ledmotivet till Bondfilmen Världen räcker inte till.
Den 25 augusti 2005 avbröt bandet sin planerade Europaturné i oktober och samtidigt rapporterade man att bandet hade "överansträngt sig något". Bandet gjorde en tillfällig återförening 2007 men är sedan 2010 återigen aktiva.
År 2012 släppte de sitt femte studioalbum Not Your Kind Of People.

## Medlemmar
- Duke Erikson (eg. Douglas Elwin Erikson) – gitarr, basgitarr, keyboard
- Shirley Manson – sång, gitarr, keyboard
- Steve Marker – gitarr, keyboard
- Butch Vig (eg. Bryan David Vig) – trummor, percussion

Turnerande medlemmar
- Eric Avery – basgitarr, gitarr, keyboard (2005– )
- Daniel Shulman – basgitarr (1995–2002)
- Matthew Walker – trummor (2002, 2017, 2019, vikarie för Vig)
- Matt Chamberlain – trummor (2002, vikarie för Vig)

## Diskografi

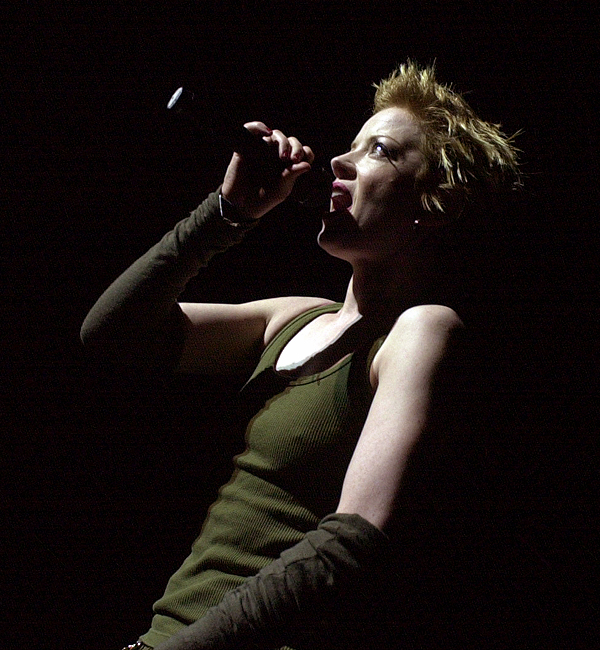
Shirley Manson

### Studioalbum
- 1995 – Garbage
- 1998 – Version 2.0
- 2001 – Beautiful Garbage
- 2005 – Bleed Like Me
- 2012 – Not Your Kind Of People
- 2016 – Strange Little Birds
- 2021 – No Gods No Masters

### Samlingar
- 2002 – Special Collection
- 2007 – Absolute Garbage

### Videor
- 1996 – Garbage Video (VHS)
- 2007 – Absolute Garbage (DVD)
- 2013 – One Mile High... Live (Blu-ray, DVD)

## Turnéer
- Garbage Tour (November 1995 – December 1996)
- Version 2.0 Tour (Maj 1998 – November 1999)
- Beautiful Garbage Tour (Oktober 2001 – November 2002)
- Bleed Like Me Tour (Mars 2005 – Oktober 2005)
- Not Your Kind Of People World Tour (2012-2013)
- 20 Years Queer Tour (2015)